# Mikayıl Useynov

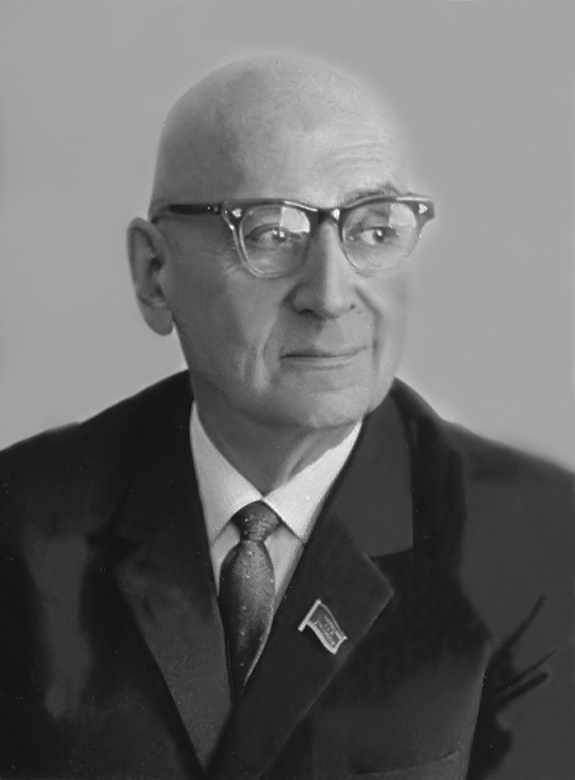
Mikayıl Useynov

Mikayıl Ələsgər oğlu Useynov (russisch Микаэль Алескерович Усейнов Mikael Aleskerowitsch Usseinow; * 19. April 1905 in Baku, Russisches Kaiserreich; † 7. Oktober 1992 in Baku, Aserbaidschan) war ein sowjetisch-aserbaidschanischer Architekt und Architekturhistoriker. Er war Verdienter Architekt des Volkes der UdSSR im Jahr 1970, Mitglied der Russischen Akademie der Wissenschaften (1945), Vollmitglied der Russischen Akademie für Architektur und Ingenieurbau (1985), Held der sozialistischen Arbeit (1985), Träger des Stalinpreises II. Klasse (1941) und Mitglied der Royal Society of Asians von England und Irland.

## Leben
Mikayıl Useynov stammt aus einer wohlhabenden aserbaidschanischen Familie, der ersten aserbaidschanischen Familie, die in den Adelsstand erhoben wurde. Sein Vater besaß 72 Immobilien, darunter Kasinos, Hotels und Fabriken, sowie 111 Schiffe auf dem Kaspischen Meer, von denen das größte den Namen „Khan“ trug und zu Sowjetzeiten in „Stalin“ umbenannt wurde.

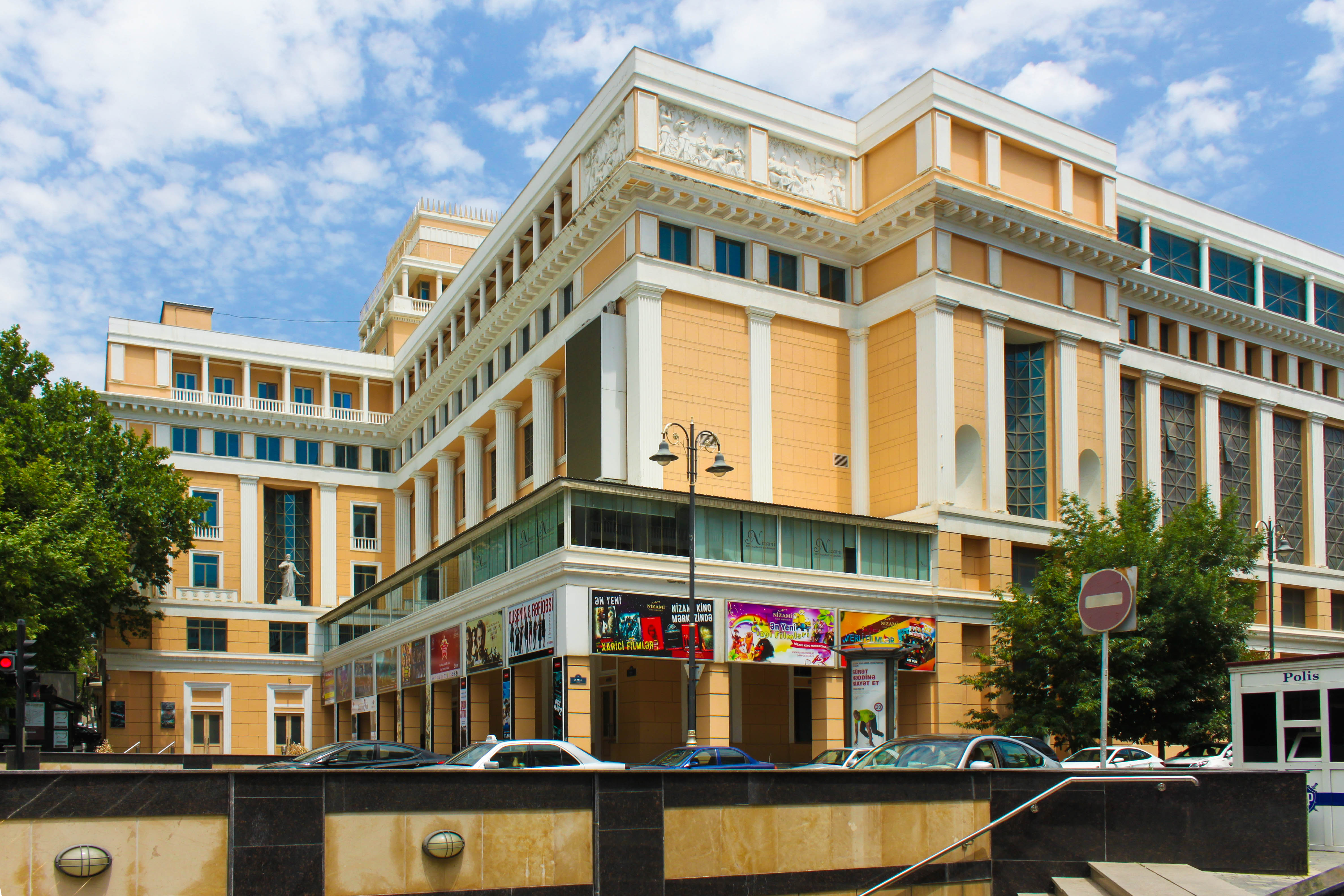
Nezami-Kino (1934)

Im Jahr 1911 trat er in die Mittelschule von Baku ein. Im Jahr 1921 schloss er sein Studium an der 5. Sowjetischen Schule der zweiten Stufe ab. Hier traf er Sadıq Dadaşov. Später schrieb er sich am Aserbaidschanischen Polytechnischen Institut in der neu eröffneten Abteilung für Architektur ein. Aufgrund seines familiären Hintergrundes war er in Gefahr vor Repression, wobei der ihm zuerkannte Stalinpreis ihn schützte. von seinen 25 Verwandten wurden viele erschossen, nur vier Erwachsene überlebten den stalinistischen Terror.
Während des Studiums entwarf er Gebäude in einem übersteigerten Konstruktivismus, beschäftigte sich aber auch mit klassischer europäischer Architektur, russischem Klassizismus und traditioneller aserbaidschanischer Architektur. Ab 1924 nahm er  mit Sadıq Dadaşov Vermessungen am Palast der Schirwanschahs vor, die durch die Vermittlung Alexei Schtschussews veröffentlicht. Er schloss sein Studium 1929 mit Auszeichnung ab. An der Universität kam er in Konflikt mit konstruktivistischen Kommilitonen, die seine Architekturauffassung ablehnten. Seine 1930 entstandene Großküche in Bayıl in Baku ist jedoch noch sehr stark konstruktivistisch geprägt. Das dreigeschossige Gebäude mit Flachdach vermeidet jeden Fassadenschmuck und verfügt über große Fenster. Bei dem 1934 entstandenen Nezami-Kino, das zusammen mit dem gegenüberliegenden Wohnblock eine Einheit bildet und die Straße symmetrisch einrahmt, ist die Hinwendung zum Neoklassizismus deutlich. Dennoch sind mit den Laubengängen mit Rundpfeilerreihen und dem Flachdach noch geringe Reste konstruktivistischer Elemente vorhanden.

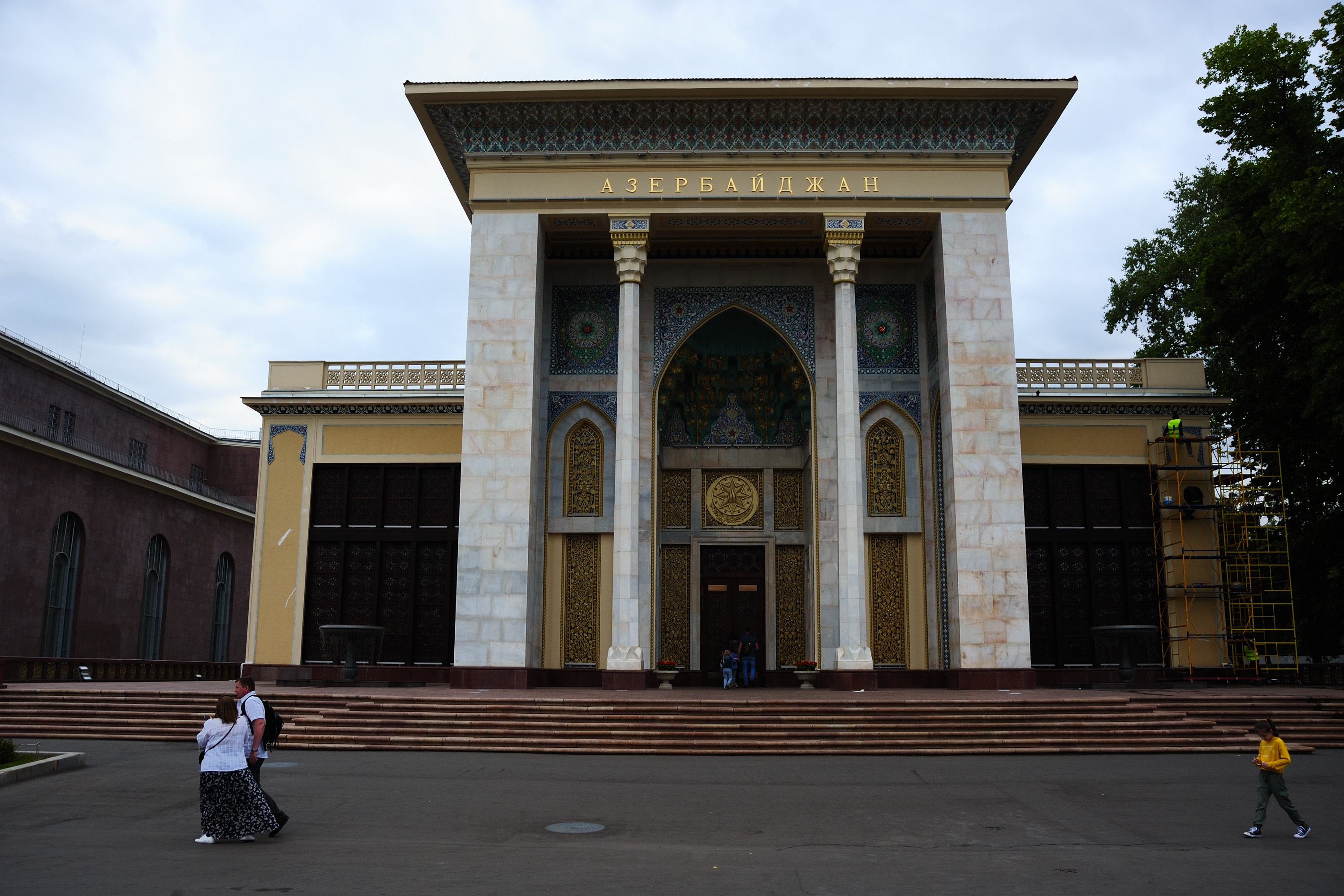
Aserbaidschaner Pavillon für die WDNCh (1939)

Ab Ende der 1930er Jahre wendete er sich vermehrt dem Einbezug traditioneller armenischer Architekturelemente in seine Bauwerke zu. Sein 1939 entstandener aserbaidschanischer Pavillon auf der WDNCh wurde mit dem Stalinpreis II. Klasse ausgezeichnet. Hinter dem Pronaos der klassizistische Fassade befindet sich über dem Portal eine Spitzbogen mit einem großen Muqarnas, einem verbreiteten Element in der islamischen Architektur. Bis 1946 arbeitete er in enger Zusammenarbeit mit Sadıq Dadaşov.
Am 4. November 1955 erließen das Zentralkomitee der Kommunistischen Partei der Sowjetunion und der Ministerrat der UdSSR einen Erlass „Über die Beseitigung von Überschüssen in Planung und Bau“. In dem Erlass wurde festgestellt, dass viele der Wohngebäude in Baku von dem Architekten Useynov mit „großen Exzessen“ entworfen wurden und dass Useynov unkritisch „Formen der mittelalterlichen östlichen Architektur“ auf die Architektur moderner Gebäude übertragen hatte. Insbesondere wurde darauf hingewiesen, dass die Fassaden des Wohnhauses für den Busownyneft-Trusts, der Asneft-Assoziation und der Akademie der Wissenschaften der Aserbaidschanischen SSR „mit komplexen Bögen, Loggien und Turmaufbauten übersättigt“ seien. Daraufhin wurden die Planungen für das Gebäude für die Nationale Akademie der Wissenschaften Aserbaidschans abgeändert und Useynov wendete sich in den 1960er bis 1980er Jahren vermehrt dem Entwurf von öffentlichen Denkmälern, Hotelbauten und U-Bahnstationen zu.
Useynov starb am 7. Oktober 1992 in Baku und wurde auf der Fəxri Xiyaban (Ehrenallee) beigesetzt.

## Werke
- Großküche (heute Entbindungheim Nr. 5 „Şamama Ələsgərova“), Bayıl (1930) – 40° 20′ 37,6″ N, 49° 50′ 21,4″ O
- Nezami-Kino und gegenüberliegender Wohnblock, Baku (1934; mit S. Dadaşov) – 40° 22′ 30,5″ N, 49° 50′ 37″ O
- Aserbaidschanischer Pavillon für die Ausstellung der Errungenschaften der Volkswirtschaft (1939; mit S. Dadaşov) – 55° 49′ 29,6″ N, 37° 37′ 36,5″ O
- Gebäude des Museums für Aserbaidschanische Literatur „Nezami“, Baku (1939; mit S. Dadaşov) – 40° 22′ 11,1″ N, 49° 50′ 11,4″ O
- Wohnhaus für den Trust „Busownyneft“ (1945; mit S. Dadaşov) – 40° 21′ 55,8″ N, 49° 50′ 29,4″ O
- Wohnhaus für Wissenschaftler (1946; mit S. Dadaşov) – 40° 21′ 38″ N, 49° 49′ 59″ O
- Nezami-Denkmal, Gəncə (1946; mit S. Dadaşov; Fuad Abdurachmanow (Bildhauer)) – 40° 40′ 3,7″ N, 46° 21′ 34,9″ O
- Nezami-Denkmal, Baku (1949; mit S: Dadaşov; Fuad Abdurachmanow (Bildhauer)) – 40° 21′ 41,8″ N, 49° 50′ 7,4″ O
- Gebäude des Aserbaidschanischen Staatlichen Konservatoriums, Baku (1930/40er?; mit S. Dadaşov) – 40° 22′ 37,4″ N, 49° 50′ 40,2″ O
- Gebäude des Zentralkomitees der Kommunistischen Partei Aserbaidschans, Baku (1930/40er?; mit S. Dadaşov)
- Gebäude für die Nationale Akademie der Wissenschaften Aserbaidschans, Baku (1951–66)
- Gebäude der Aserbaidschanischen Nationalbibliothek, Baku (1960) – 40° 21′ 57,6″ N, 49° 50′ 45,6″ O
- Denkmal Befreite Frau, Baku (1960; mit Bildhauer Fuad Abdurachmanow) – 40° 22′ 44″ N, 49° 49′ 52,4″ O
- Hotel „Aserbaidschan“ (1963)
- Hotel „Apscheron“ in Baku (1965), 2009 abgerissen – 40° 21′ 58,7″ N, 49° 51′ 22,7″ O
- Metrostation „Nəriman Nərimanov“, Baku (1967) – 40° 24′ 8,6″ N, 49° 52′ 15,6″ O
- Hotel „Moskwa“ in Baku (1967), 2000er abgerissen – 40° 21′ 34,5″ N, 49° 49′ 32,5″ O
- Metrostation „Nizami Gəncəvi“, Baku (1976) – 40° 22′ 42,2″ N, 49° 49′ 46,9″ O
- Metrostation „Elmlər Akademiyası“, Baku (1985) – 40° 22′ 29,8″ N, 49° 48′ 56,2″ O

## Auszeichnungen
- Orden des Roten Banners der Arbeit (1939)
- Stalinpreis II. Klasse (1941)
- Mitglied der Russischen Akademie der Wissenschaften (1945)
- Leninorden (1946)
- Abgeordneter des Obersten Sowjets der UdSSR in der 4. und 5. Versammlung (1954–62)
- Leninorden (1958)
- Leninorden (1985)
- Held der sozialistischen Arbeit (1985)
- Vollmitglied der Russischen Akademie für Architektur und Ingenieurbau (1985)
- Mitglied der Royal Society of Asians von England und Irland (1985)
- Ehrenmitglied der Internationalen Akademie der Architektur (1992)